# جاك كوليسون
جاك كوليسون (بالإنجليزية: Jack Collison)‏ (مواليد 2 أكتوبر 1988 في واتفورد - إنجلترا) لاعب كرة قدم إنجليزي يلعب حاليا لصالح نادي الدرجة الممتازة وست هام يونايتد الإنجليزي منذ 2005 في مركز الوسط المحوري كما يجيد اللعب في مركز الوسط الأيمن والأيسر .

## مسيرته الكروية
لعب جاك كوليسون خلال مسيرته الاحترافية مع 5 أندية في أحد عشر موسمًا وسجل خلالها 11 هدفًا ضمن 128 مباراة. ولم يفز بأي موسم بالكأس أو بالدوري.
خاض جاك كوليسون مسيرته مع نادي وست هام يونايتد في موسم 2007–08 ليلعب معه سبعة مواسم، مشاركًا في 105 مباراة سجل خلالها 11 هدفًا. ثم انتقل إلى نادي ويغان أتلتيك في موسم 2013–14 لمدة موسم واحد، حيث شارك في 9 مباريات ولم يسجل أي هدف. لينتقل بعدها إلى نادي إيبسويتش تاون في موسم 2014–15 لمدة موسم واحد، لم يشارك في أي مباراة ولم يسجل أي هدف أيضًا. ثم انتقل إلى نادي بيتربورو يونايتد في موسم 2015–16 لمدة موسم واحد، مشاركًا في 10 مباريات ولم يسجل أي هدف أيضًا.

## روابط خارجية
- جاك كوليسون على موقع قاعدة بيانات كرة القدم.إي يو (الإنجليزية)
- جاك كوليسون على موقع ناشيونال فوتبول تيمز (الإنجليزية)
- جاك كوليسون على موقع Soccerbase.com (لاعب) (الإنجليزية)
- جاك كوليسون على موقع عالم كرة القدم.نت (الإنجليزية)
- جاك كوليسون على موقع كووورة
- جاك كوليسون على موقع AS.com (الإسبانية)